# Sekst Aurelije Viktor
Sekst Aurelije Viktor (lat. Sextus Aurelius Victor (oko 320. – oko 390.) je bio starorimski povjesničar i političar.
Autor je Povijesti Rima koja je obuhvaćala razdoblje od Augusta do Julijana Apostata (360.). Djelo je objavio oko 361. godine. Julije mu je dao počasti, postavivši ga na mjesto prefekta Julian honoured him, and appointed Aurelius prefect of Pannonije Secunde. Vjerojatno je ista osoba koja je bila konzulom 369. godine, zajedno sa sinom Valentinijana I. te osoba koja je bila prefektom grada Rima (389.).
Nastavio je Svetonijeve biografije, ali u grubljoj formi, no djelo nije sačuvano u potpunosti.

## Djela
Pripisuje mu se četiri manja povijesna djela temeljem manje ili više upitnih osnova:
1. Origo gentis romanae
2. De viris illustribus Romae
3. De Caesaribus (za kojeg je Sekst Aurelije Viktor rabio naziv kojeg se danas u povijesnoj znanosti naziva Enmannsche Kaisergeschichte)
4. Epitome de Caesaribus (krivo pripisano Viktoru)

Ova četiri djela su općenito bila objavljena zajedno pod imenom Historia Romana, no četvrto djelo je rechauffé trećega. Drugo djelo je prvi put bilo otiskano 1472. godine u Napulju u četiri sveska pod imenom autora Plinije Mlađi, a četvrto je svoje tiskano izdanje doživjelo prvi put u Strasbourgu 1505. godine.
Prvo izdanje sviju četiriju knjiga je bilo izdanje Andreasa Schottusa u 8 svezaka, objavljeno u Anversu 1579. godine. Zadnje izdanje De Caesaribusa je objavio Pierre Dufraigne (zbirka Budé, 1975.).